# SN 2007tu
SN 2007tu – supernowa typu II odkryta 5 listopada 2007 roku w galaktyce A011405-0036. Jej jasność pozostaje nieznana.